# Qezel Qayeh-ye Soflá
Qezel Qayeh-ye Soflá (persiska: قزل قیه سفلی) är en ort i Iran.   Den ligger i provinsen Västazarbaijan, i den nordvästra delen av landet, 400 km väster om huvudstaden Teheran. Qezel Qayeh-ye Soflá ligger 1 901 meter över havet och antalet invånare är 241.
Terrängen runt Qezel Qayeh-ye Soflá är lite bergig. Runt Qezel Qayeh-ye Soflá är det ganska glesbefolkat, med 47 invånare per kvadratkilometer. Närmaste större samhälle är Shāhīn Dezh, 16,1 km väster om Qezel Qayeh-ye Soflá. Trakten runt Qezel Qayeh-ye Soflá består i huvudsak av gräsmarker.